# Espresso
Espresso er en italiensk kaffe, "caffé espresso": "kaffe under tryk", da den brygges under tryk. (Gyldendals fremmedordbog "Caffè espresso (ital., af esprimere, lat. ex- + premere (-primere) presse) stærk kaffe tilberedt under tryk i speciel maskine".
Den adskiller sig fra almindelig kaffe ved at være mere koncentreret både i smag og konsistens, og den har et fint lag gyldent skum på toppen. Dette lag kaldes på italiensk for "crema".
Smagen kan ændres på finheden og ristningen af kaffen, hvor hårdt kaffen stampes, hvilket vand, hvilke bønner og hvilken kaffemaskine, der anvendes, kan man ændre markant på smagen af espressoen. En person, der mestrer espressobrygningens kunst kaldes en barista.

## Anvendelse
Espresso kan drikkes rent i små "shots", eventuelt tilsat lidt rørsukker. Espresso ligger også til grund for en lang række øvrige kaffedrikke, som for eksempel:
- Caffe latte (kaffe med mælk), 1/3 espresso og 2/3 varmet mælk.
- Cortado (overskåret), halvt espresso, halvt varmet mælk.
- Cappuccino (lille hat), 1/3 espresso, 1/3 varmet mælk og 1/3 mælkeskum.
- Caffe macchiato (plettet kaffe), stænk af varmet mælk i espresso.
- Latte macchiato (plettet mælk), stænk af espresso i varmet mælk.
- Caffe Americano (amerikansk kaffe), en espresso med dobbelt vand.